# Бобруйська область
Бобруйська область — адміністративно-територіальна одиниця в БРСР в 1944–1954 рр.. Утворена 20 вересня 1944 з районів  Могилевської,  Мінської і  Поліської областей. Центр — місто Бобруйськ. Площа 19 700 км², населення 654 900  (1953 рік). Обласна газета «Радянська Батьківщина».

## Адміністративний поділ
Включала 14 районів:
- Октябрський (центр — село Карпилівка),
- Осиповицький
- Бобруйський
- Глуський
- Греський
- Кіровський
- Кличевський
- Копильський
- Любанський
- Порицький
- Слуцький
- Стародорозький
- Старобінський
- Червонослобідський.

Також в області було 4 міста (Осиповичі, Бобруйськ, Слуцьк, Старі Дороги), 8 міських селищ (Глуськ, Копиль, Кличев , Любань, Старобін, Паричі,  Уріччя, Червона Слобода), 4 робочі селища (Глуша, Гродзянка, Єлизово,  Ясень).
8 січня 1954 року анульовано: Октябрський і Порицький райони передані в Гомельську область, Осиповицький, Бобруйський, Кіровський і Кличевський райони — в Могилевську, решта — в Мінську область.